# Don Martindale
Pour les articles homonymes, voir Martindale.
 (janvier 2024).
La mise en forme du texte ne suit pas les recommandations de Wikipédia : il faut le « wikifier ».
Les points d'amélioration suivants sont les cas les plus fréquents. Le détail des points à revoir est peut-être précisé sur la page de discussion.
- Les titres sont pré-formatés par le logiciel. Ils ne sont ni en capitales, ni en gras.
- Le texte ne doit pas être écrit en capitales (les noms de famille non plus), ni en gras, ni en italique, ni en « petit »…
- Le gras n'est utilisé que pour surligner le titre de l'article dans l'introduction, une seule fois.
- L'italique est rarement utilisé : mots en langue étrangère, titres d'œuvres, noms de bateaux, etc.
- Les citations ne sont pas en italique mais en corps de texte normal. Elles sont entourées par des guillemets français : « et ».
- Les listes à puces sont à éviter, des paragraphes rédigés étant largement préférés. Les tableaux sont à réserver à la présentation de données structurées (résultats, etc.).
- Les appels de note de bas de page (petits chiffres en exposant, introduits par l'outil «  Source ») sont à placer entre la fin de phrase et le point final[comme ça].
- Les liens internes (vers d'autres articles de Wikipédia) sont à choisir avec parcimonie. Créez des liens vers des articles approfondissant le sujet. Les termes génériques sans rapport avec le sujet sont à éviter, ainsi que les répétitions de liens vers un même terme.
- Les liens externes sont à placer uniquement dans une section « Liens externes », à la fin de l'article. Ces liens sont à choisir avec parcimonie suivant les règles définies. Si un lien sert de source à l'article, son insertion dans le texte est à faire par les notes de bas de page.
- La présentation des références doit suivre les conventions bibliographiques. Il est recommandé d'utiliser les modèles {{Ouvrage}}, {{Chapitre}}, {{Article}}, {{Lien web}} et/ou {{Bibliographie}}. Le mode d'édition visuel peut mettre en forme automatiquement les références.
- Insérer une infobox (cadre d'informations à droite) n'est pas obligatoire pour parachever la mise en page.

Pour une aide détaillée, merci de consulter Aide:Wikification.
Si vous pensez que ces points ont été résolus, vous pouvez retirer ce bandeau et améliorer la mise en forme d'un autre article.
Don " Wink " Martindale  (né le 19 mai 1963) est un entraîneur de football américain dans la National Football League (NFL).
Il fait ses débuts comme entraîneur au niveau universitaire dans la NCAA (1986-2003) avant de rejoindre les franchises professionnelles dans la NFL.
Il rejoint chronologiquement les Raiders d'Oakland en tant qu'entraineur des linebackers (2004–2008), les Broncos de Denver en tant qu'entraîneur des linebackers (2009) puis coordinateur défensif (2010), les Ravens de Baltimore en tant qu'entraineur de linebackers (2012–2017) et coordinateur défensif (2018–2021) et a récemment occupé le poste de coordinateur défensif des Giants de New York (2022-2023).

## Biographie

### Jeunesse
Don Martindale est né le 19 mai 1963 à Dayton dans l'État de l'Ohio. Il fréquente le lycée Trotwood-Madison où il joue au poste de linebacker pour l'équipe des Rams. Il est sélectionné dans l'équipe type de son État lors de son année senior.
Il joue au football américain universitaire pour les Yellow Jackets (en) de Defiance College (en), dans la NCAA Division III. Au cours de sa première année, un de ses équipiers le surnomme « Wink » en référence à l'animateur de jeu télévisé Wink Martindale.
Juste après l'université, Martindale travaille dans l'entreprise familiale de transport, livrant chaque jour des pièces de freins de Dayton à Détroit. Le trajet aller-retour de six heures étant exténuant, il arrête après un an pour s'engager dans une carrière d'entraîneur de football américain.

### Carrière universitaire
Martindale commence sa carrière d'entraîneur à la fin des années 1980 à Defiance College, son alma mater, en tant que coordinateur défensif des Yellow Jackets. 
Il entraîne ensuite le Fighting Irish de Notre Dame en tant qu'assistant (1994-1995), les Bearcats de Cincinnati en tant qu'entraîneur des équipes spéciales et des linebackers (1996–1998), les Leathernecks de Western Illinois en tant qu'entraîneur des linebackers et coordinateur défensif (1999) et les Hilltoppers de Western Kentucky en tant qu'entraîneur des linbebackers intérieurs et coordinateur défensif sous la direction de Jack Harbaugh (en).

### Carrière professionnelle

#### Raiders d'Oakland
De 2004 à 2008, il entraîne les linebackers des Raiders d'Oakland bien qu'il ait été envisagé de lui donner le poste de coordinateur offensif à un certain moment.

#### Broncos de Denver
En 2009, Martindale est engagé par les Broncos de Denver en tant qu'entraîneur des linebackers. Il est promu coordonnateur défensif en 2010.

#### Ravens de Baltimore
Le 2 février 2012, les Ravens signent Martindale en tant qu'entraîneur des linebackers, cette franchise ayant comme entraîneur principal John Harbaugh, père de Jack avec qui Martindale avait travaillé à Western Kentucky.
Avec les Ravens, il remporte le Super Bowl XLVII au terme de la saison 2012. En 2018, il est promu coordonnateur défensif. Le 21 janvier 2022, Martindale et les Ravens se séparent.

#### Giants de New York
Martindale est engagé le 11 février 2022 par les Giants de New York pour le poste de coordinateur défensif. Lors de sa première saison, la défense des Giants passe de la 23e place en 2021 à la 18e en 2022.
Le 22 mai 2023, Martindale reçoit le prix Paul « Dr. Z » Zimmerman 2023, décerné pour l'ensemble de sa carrière en tant qu'entraîneur adjoint dans la NFL. Cette saison-là, l'équipe termine avec un bilan négatif de 6 victoires pour 11 défaites, tandis que sa défense est classée 27e de la ligue. Malgré leurs difficultés, la défense des Giants était classée 9e meilleur de la ligue à l'occasion des 3e downs.

## Vie privée
Martindale et sa femme, Laura, ont deux enfants.